# یواس‌اس اس-۴۹ (اس‌اس-۱۶۰)
یواس‌اس اس-۴۹ (اس‌اس-۱۶۰) (به انگلیسی: USS S-49 (SS-160)) یک زیردریایی بود که طول آن ۲۴۰ فوت (۷۳ متر) بود. این زیردریایی در سال ۱۹۲۱ ساخته شد.